# Limnaecia
Genre
Limnaecia est un genre de lépidoptères (papillons) de la famille des Cosmopterigidae.
Son espèce type est Limnaecia phragmitella Stainton, 1851.